# Ecionemia
Ecionemia is een geslacht van sponsdieren uit de klasse van de Demospongiae (gewone sponzen). 

## Soorten
- Ecionemia acervus Bowerbank, 1862
- Ecionemia alata (Dendy, 1924)
- Ecionemia arabica (Lévi, 1958)
- Ecionemia australiensis (Carter, 1883)
- Ecionemia baculifera (Kirkpatrick, 1903)
- Ecionemia cinerea Thiele, 1900
- Ecionemia demera (Laubenfels, 1934)
- Ecionemia densa Bowerbank, 1873
- Ecionemia nigra Sollas, 1888
- Ecionemia novaezealandiae (Dendy, 1924)
- Ecionemia obtusum Lendenfeld, 1907
- Ecionemia spinastra Lévi, 1958
- Ecionemia thielei Thomas, 1986
- Ecionemia walkeri (Laubenfels, 1954)

### Synoniemen
- Ecionemia agglutinans Thiele, 1899 => Ecionemia acervus Bowerbank, 1862
- Ecionemia amboinensis Lendenfeld, 1903 => Ecionemia acervus Bowerbank, 1862
- Ecionemia bacillifera (Carter, 1887) => Ecionemia acervus Bowerbank, 1862
- Ecionemia carteri Dendy, 1905 => Ecionemia acervus Bowerbank, 1862
- Ecionemia cherbonnieri (Lévi, 1961) => Stellettinopsis cherbonnieri Lévi, 1961
- Ecionemia coactura Bowerbank, 1874 => Stelletta grubii Schmidt, 1862
- Ecionemia compressa Bowerbank, 1866 => Poecillastra compressa (Bowerbank, 1866)
- Ecionemia corticata (Carter, 1879) => Stellettinopsis corticata Carter, 1879
- Ecionemia cribrosa Thiele, 1900 => Ecionemia acervus Bowerbank, 1862
- Ecionemia dominicana (Pulitzer-Finali, 1986) => Stellettinopsis megastylifera (Wintermann-Kilian & Kilian, 1984)
- Ecionemia geodides (Carter, 1886) => Ancorina geodides (Carter, 1886)
- Ecionemia hilgendorfi Thiele, 1898 => Penares hilgendorfi (Thiele, 1898)
- Ecionemia laviniensis Dendy, 1905 => Stellettinopsis laviniensis (Dendy, 1905)
- Ecionemia megastylifera Wintermann-Kilian & Kilian, 1984 => Stellettinopsis megastylifera (Wintermann-Kilian & Kilian, 1984)
- Ecionemia metastrosa (Lebwohl, 1914) => Penares metastrosa (Lebwohl, 1914) => Penares metastrosus (Lebwohl, 1914)
- Ecionemia nigrescens Thiele, 1900 => Ecionemia cinerea Thiele, 1900
- Ecionemia ponderosa Bowerbank, 1866 => Stryphnus ponderosus (Bowerbank, 1866)
- Ecionemia pyriformis Sollas, 1886 => Stelletta pyriformis (Sollas, 1886)
- Ecionemia ridleyi Sollas, 1886 => Stelletta ridleyi (Sollas, 1886)
- Ecionemia robusta (Carter, 1883) => Ancorina robusta (Carter, 1883)
- Ecionemia rotunda Sollas, 1888 => Ecionemia acervus Bowerbank, 1862
- Ecionemia solida (Lévi, 1965) => Stellettinopsis solida Lévi, 1965